# بكورية بحرية
البكورية البحرية نوع نباتي يتبع جنس البكورية من الفصيلة النجمية.